# Biula lignilutea
Biula lignilutea är en fjärilsart som beskrevs av Walker 1857. Biula lignilutea ingår i släktet Biula och familjen tandspinnare. Inga underarter finns listade i Catalogue of Life.